# Hop – Osterhase oder Superstar?
Hop – Osterhase oder Superstar? (Originaltitel: Hop) ist ein Osterfilm und eine Kombination aus Animations- und Realfilm. Der Film hatte am 31. März in Deutschland und am 1. April 2011 in den Vereinigten Staaten seinen Kinostart.

## Handlung
Auf der Osterinsel befindet sich die unterirdische Süßigkeitenfabrik des Osterhasen. Sein Sohn EasterBunny („E.B.“) hat allerdings so gar keine Lust, in die Fußstapfen seines Vaters zu treten und später mal selbst Osterhase zu werden. Deshalb beamt er sich nach Hollywood, wo er auf den etwas arbeitsscheuen Fred O’Hare trifft und sich in einer Luxusvilla, die dieser hüten soll, einquartiert. Währenddessen schickt sein Vater jedoch drei Ninja-Hasen, die sogenannten Pinks, nach Hollywood, um E.B. aufzuspüren und auf die Osterinsel zurückzubringen. E.B. schafft es aber immer wieder, den Pinks zu entkommen, wobei er Fred, der sich auf Geheiß seines Vaters nun doch auf Jobsuche begibt, in arge Schwierigkeiten bringt.
Unterdessen nutzt auf der Osterinsel das Ober-Osterküken Carlos die Gunst der Stunde und versucht, die Macht an sich zu reißen und selbst Osterhase zu werden. E.B., dessen Leidenschaft das Schlagzeug ist, nimmt derweil am Casting der Fernsehshow Hoff knows Talent teil, der amerikanischen Version von Das Supertalent, und begeistert Showmaster David Hasselhoff, der sich zu der Bemerkung „Ich mag es nicht. Ich liebe es!“ hinreißen lässt. Allerdings fällt der Auftritt in der Sendung dann doch aus, da E.B. zurück auf die Osterinsel muss, um gemeinsam mit Fred das aufgeblasene Osterküken Carlos, inzwischen zum Hasen im gelben Flaum mutiert, an der Machtergreifung zu hindern. Dies gelingt ihnen auch, und E.B. und Fred bringen in diesem Jahr gemeinsam den Kindern in den USA und dem Rest der Welt zu Ostern die Süßigkeiten.

## Produktion
Der Film entstand mit einem Budget von 63 Millionen US-Dollar. Die Figur E.B. wurde von Peter de Sève geschaffen. Die Computeranimationen sind ein Werk der Rhythm-&-Hues-Studios in Los Angeles.

## Kritiken
Der Film bekam in Filmdatenbank Internet Movie Database 5,4 von 10 möglichen Sternen und auf Rotten Tomatoes wurden 24 Prozent positive Kritiken gewertet.

„Eigentlich ist E.B. […] sinnbildlich für alle großen Kinder, die nicht erwachsen werden wollen, es aber gezwungenermaßen irgendwie müssen. Dass dabei die Figur nie recht Tiefe bekommt und stets nur die ihr zugedachten Schablonen bedient, ist schade, denn dadurch verpufft eine nachhaltigere Wirkung, was aber die Freude beim Anschauen nicht mindert. So ist „Hop – Osterhase oder Superstar?“ ein gelungener saisonaler Filmspaß für Kinder jeden Alters, dem man nachsehen kann, dass er keine Nachwirkungen entfaltet.“

„Liebevoll inszeniertes Family-Entertainment, das die Kleinen in Osterstimmung versetzt und die Großen durch witzige Anspielungen und die Stimmen von Alexander Fehling, Wolfgang Stumph und Detlev Buck prächtig amüsiert. Prädikat: Besonders putzig.“

„„Garfield 2“-Regisseur Tim Hill serviert einen kindgerechten Mix aus Trick- und Realfilm, in dem ein computeranimierter Osterhase durch Beverly Hills hoppelt. Held ist das kleine Langohr E.B. […]. […] Die Variation von „Alvin und die Chipmunks“ ist nett animiert, aber nur mäßig lustig – den besten Witz steuert bezeichnenderweise Gaststar David Hasselhoff bei. Bitte keine Fortsetzung!“

„Ernüchterung und Unverständnis darüber, dass man sich heutzutage scheinbar nicht mehr die Zeit nimmt, gute Geschichten auszuarbeiten und entsprechend mit Leben zu füllen. Vielmehr verlässt man sich auf immer bessere Animationen und den Knuddelfaktor, der für klingelnde Kassen sorgen soll. Natürlich werden Kinder durchaus ihren Spaß mit dem niedlichen Häschen haben, doch auch Kindergeschichten sollten – und können auch – mehr bieten, als nur knuffige sprechende Tiere. Da lohnt es sich eher, auf Klassiker zurückzugreifen.“

Die Deutsche Film- und Medienbewertung FBW in Wiesbaden verlieh dem Film das Prädikat wertvoll.